# Betty Boothroyd
Betty Boothroyd, baronessa Boothroyd OM (ur. 8 października 1929 w Dewsbury, zm. 26 lutego 2023 w Cambridge) – brytyjska polityk, jedyna w historii kobieta sprawująca urząd spikera Izby Gmin (w latach 1992–2000).

## Życiorys
Była córką robotników z branży tekstylnej. W latach 40. XX w. występowała jako tancerka. W 1957 i 1959 dwukrotnie bez powodzenia kandydowała do parlamentu. Następnie wyjechała do USA, gdzie obserwowała kampanię wyborczą Johna F. Kennedy’ego, a także zdobywała doświadczenie jako asystentka jednego z demokratycznych kongresmenów. Po powrocie do Anglii pełniła podobne funkcje w biurach różnych polityków Partii Pracy. W 1965 została wybrana do rady londyńskiej dzielnicy Hammersmith and Fulham, w której zasiadała przez trzy lata. W 1973 udało jej się wreszcie uzyskać miejsce w Izbie Gmin.
W latach 1975–1977 była członkinią Parlamentu Europejskiego (nie był on jeszcze wówczas wybierany bezpośrednio, lecz składał się z delegatów poszczególnych parlamentów narodowych). W latach 1977–1981 zasiadała w Komisji Spraw Zagranicznych Izby, a następnie trafiła na sześć lat do Krajowego Komitetu Wykonawczego Partii Pracy. W 1987 została zastępczynią spikera.
W 1992 jako pierwsza i jak dotąd jedyna kobieta została wybrana na spikera (co nie oznacza, że jako jedyna prowadziła obrady Izby – kilka pań, w tym ona sama, czyniło to jako zastępczynie spikera). Rozluźniła nieco wiążący się z tym urzędem ceremoniał, rezygnując z noszenia na sali obrad peruki. Ustąpiła po niespełna dwóch kadencjach, w roku 2000, a jej miejsce zajął Michael Martin. Zgodnie z tradycją, natychmiast po odejściu z funkcji spikera zrzekła się mandatu parlamentarnego, a wkrótce później została powołana do Izby Lordów jako baronessa Boothroyd z Sandwell. Zasiadała tam w ławach lordów niezależnych (crossbenchers).
Lady Boothroyd nigdy nie wyszła za mąż i była bezdzietna. W 2001 wydała swoją autobiografię, a cztery lata później przekazała swoje archiwa do zasobów Open University. W 2005 została odznaczona brytyjskim Orderem Zasługi (Order of Merit).